# Maribondo (kommun)
Maribondo är en kommun i Brasilien.   Den ligger i delstaten Alagoas, i den östra delen av landet, 1 400 km nordost om huvudstaden Brasília. Antalet invånare är 13 614.
Följande samhällen finns i Maribondo:
- Maribondo

Omgivningarna runt Maribondo är en mosaik av jordbruksmark och naturlig växtlighet. Runt Maribondo är det ganska tätbefolkat, med 129 invånare per kvadratkilometer.